# Colobanthus
Colobanthus es un género botánico que perteneciente a la familia Caryophyllaceae. Comprende 39 especies descritas y   de estas, solo 25 aceptadas.

## Taxonomía
El género fue descrito por Friedrich Gottlieb Bartling y publicado en Ordines Naturales Plantarum 305. 1830.  La especie tipo es: Colobanthus quitensis.

## Especies seleccionadas
- Colobanthus quitensis Antártida
- Colobanthus pulvinatus
- Colobanthus muscoides